# Jones County (Mississippi)
Jones County je okres ve státě Mississippi v USA. K roku 2010 zde žilo 67 761 obyvatel. Správními městy okresu jsou Laurel a Ellisville. Celková rozloha okresu činí 1 812 km².